# NGC 4942
NGC 4942 (другие обозначения — IC 4136, MCG -1-33-78, IRAS13017-0723, PGC 45177) — галактика в созвездии Дева.
Этот объект входит в число перечисленных в оригинальной редакции «Нового общего каталога».